# (86047) 1999 OY3
1999 أو واي 3 (ويعرف أيضًا باسم (86047) 1999 أو واي 3 وفق تسمية الكوكب الصغير) (بالإنجليزية: 1999 OY3)‏ هو كويكب ضمن حزام الكويكبات؛ وترتيبه 86047 من حيث الاكتشاف.
اكتُشف هذا الجُرم الفلكي بواسطة مرصد مونا كيا في 18 يوليو 1999.

## وصلات خارجية
- (86047) 1999 OY3 في قاعدة بيانات مختبر الدفع النفاث لأجرام النظام الشمسي الصغيرة

- الاكتشاف · مخطط المدار ·  العناصر المدارية · المعلمات المادية

- (86047) 1999 OY3 على موقع ويكي سكاي: DSS2, SDSS, GALEX, IRAS, Hydrogen α, X-Ray, Astrophoto, Sky Map, Articles and images